# Giovanni Ticci
Giovanni Ticci (Siena, 20 aprile 1940) è un fumettista italiano.
È noto ai lettori dei fumetti soprattutto per essere uno dei disegnatori storici di Tex.

## Biografia
Debutta nel settore dei comics nel 1956, collaborando con lo Studio D'Ami alla realizzazione di storie per il mercato internazionale. Il primo lavoro bonelliano risale al 1958, quando, appena diciottenne, realizza le matite (poi inchiostrate da Franco Bignotti) di Un ragazzo nel Far West, su testi di Guido Nolitta (Sergio Bonelli).
A partire dal 1960, e per i successivi sei anni, lavora nello studio dell'amico e collega Alberto Giolitti (Gilbert), disegnando fumetti western e fantascientifici destinati al mercato statunitense, e collaborando proficuamente a testate famose, come Gunsmoke o Turok.
Nel 1963 disegna anche la storia fantascientifica a fumetti Judok, pubblicata in Italia, su testi di Gianluigi Bonelli.
Tre anni dopo, approdato definitivamente alla Sergio Bonelli Editore, esordisce su Tex con la storia "Vendetta indiana", il n. 91 della serie. In seguito ha continuato a dedicarsi a questo personaggio, al quale ha sempre lavorato con entusiasmo. Ticci ha disegnato per Tex oltre 7.000 tavole e realizzato fino a tutto il 2018 87 albi della serie regolare oltre a diversi albi speciali, alcuni dei quali divenuti dei veri e propri capolavori del fumetto.
Nel volgere di pochi anni, grazie a questa attività, l'artista senese diventa uno dei maggiori e più apprezzati disegnatori western del panorama fumettistico nazionale.
Nel 1992, su soggetto e sceneggiatura di Claudio Nizzi, realizza una delle avventure più importanti per la testata, Furia rossa (numeri 384-387 della serie), che narra come sia nata l'amicizia fra Tex e l'amico indiano Tiger Jack.
Nel 1993 viene incaricato dalla Bonelli di realizzare le tavole e la copertina per un albo speciale di Tex, (il cosiddetto "Texone") Il pueblo perduto, sempre su testi di Nizzi, pubblicato nel giugno dell'anno successivo.
Sempre nello stesso anno svilupperà e concluderà il lungo episodio La strage di Red Hill (numeri 431-435 della serie), cominciato dall'amico Alberto Giolitti, morto durante la realizzazione della storia.
Nel 1995 a Roseto degli Abruzzi, gli è stata dedicata "Un senese nel Far West", una mostra antologica in onore della sua lunga carriera di fumettista, il cui catalogo è pubblicato da Glamour.
Nel 2012, nel pieno della sua carriera, disegna anche le tavole su sceneggiatura di Mauro Boselli per una storia destinata ad un Color Tex, Lo sciamano bianco, uscita nell'agosto del 2013, mentre nel 2014 gli viene assegnato l'incarico di realizzare le trenta copertine della serie a colori Tex Gold (allegata al quotidiano La Repubblica e al settimanale L'Espresso).

## Lo stile
Nel corso dei lustri ha mutato il suo stile grafico, partendo inizialmente da un modello di disegno ispirato al fumettista Alberto Giolitti (suo amico e mentore), e in seguito semplificando progressivamente il tratto in chiave espressionistica. Le caratteristiche distintive dei suoi lavori sono un connubio tra senso delle proporzioni e del paesaggio, dinamismo, espressività dei personaggi e interpretazione registica della sceneggiatura.
Ticci è inoltre uno dei pochi disegnatori capaci di rappresentare i cavalli a mente e da diverse angolazioni e inquadrature, vantando delle grandi capacità tecniche.
È anche probabilmente il disegnatore che meglio ha illustrato i nativi americani, che inserirà in parecchie sue storie.
Il suo innovativo modo di disegnare è stato per anni una delle principali fonti di ispirazione di altri grandi maestri che, nel corso del tempo, si sono cimentati con il personaggio di Tex, tra cui Fabio Civitelli, Claudio Villa, Vincenzo Monti e José Ortiz, solo per citarne alcuni.

## Curiosità
A partire dagli anni settanta, durante tutta la sua lunga carriera alla Sergio Bonelli Editore, il lettering delle storie disegnate da Ticci è sempre stato eseguito dalla moglie, Monica Husler.
Inoltre, alcune sue tavole dell'albo a colori numero 500 di Tex sono state inchiostrate anonimamente dal collega Fabio Civitelli.
Ticci, senese e contradaiolo del Nicchio, dipinse il Palio di Siena del 2 luglio 1995 vinto dalla Contrada Capitana dell'Onda.